# Phuphania
Phuphania is een geslacht van weekdieren uit de  familie van de Dyakiidae.

## Soorten
De volgende soort is in het geslacht ingedeeld:
- Phuphania globosa Tumpeesuwan, Naggs & Panha, 2007[1]